# 美濃市民花火大会
美濃市民花火大会（みのしみんはなびたいかい）は、岐阜県美濃市で例年8月上旬に開催される花火大会。

## 概要
美濃市の花火大会は、毎年8月1日に美濃市中日花火大会（主催：中日新聞社、美濃市観光協会）として長良川河畔（美濃橋下流）で長らく開催されていたが、2020年（令和2年）に新型コロナウイルスの流行により中止となった。2021年（令和3年）は同時期に開催される2020年東京オリンピックにより警備体制が十分でなくなる可能性があるため、中止となり。翌年の2022年（令和4年）の大会も中止となり、3年連続の中止となる。
その後、美濃市花火大会実行委員会が主催し、美濃市観光協会、美濃商工会議所、美濃市が共催、中日新聞社、岐阜新聞が後援とする運営体制とし、大会名を美濃市民花火大会として、2023年（令和5年）8月5日に第1回が開催された。会場は長良川河畔であるが、中日花火大会の会場であった美濃橋下流から山崎大橋下流に変更された。
2024年（令和6年）は前回が最大8号玉であったのを10号玉を打ち上げるため、会場を美濃市横越中島の長良川河畔（下渡橋下流）に変更し、8月4日に開催された。

## 開催場所
- 美濃市横越中島

長良川河畔（下渡橋下流）

## 交通アクセス

### 公共交通機関
- 長良川鉄道越美南線美濃市駅下車、徒歩約40分。

### 自動車
- 東海北陸自動車道美濃ICより自動車で約5分。
  - 当日は周辺に臨時駐車場が設置される。